# Martin Ryckaert
Martin Ryckaert, également Maerten ou Marten Ryckaert (baptisé le 8 décembre 1587, Anvers - 11 octobre 1631, Anvers) est un peintre flamand actif à Anvers. Il est connu pour ses paysages de style italianisant, généralement imaginaires et de petite taille.

## Biographie
Marten Ryckaert est né à Anvers en 1587 et y est baptisé le 8 décembre 1587. Son père est Marten Ryckaert the Elder, brasseur et peintre de statues en bois devenu maître de la guilde de Saint-Luc d'Anvers en 1585. Sa mère est Catharina Rem. Son frère cadet est le peintre de natures mortes David Rijckaert II.
Ryckaert s'entraîne probablement d'abord avec son père. Il est plus tard l'élève de Tobias Verhaecht (ou Verhaeght), un peintre paysagiste renommé. Verhaecht a également été l’enseignant de Pierre Paul Rubens pendant une période limitée. Ryckaert devient maître de la guilde de Saint-Luc d'Anvers en 1607-1608. À la suite d’une malformation congénitale ou d’un accident, il n’avait qu’un bras, un fait qui est noté dans les archives de la guilde qui le qualifièrent de « peintre avec un seul bras ».

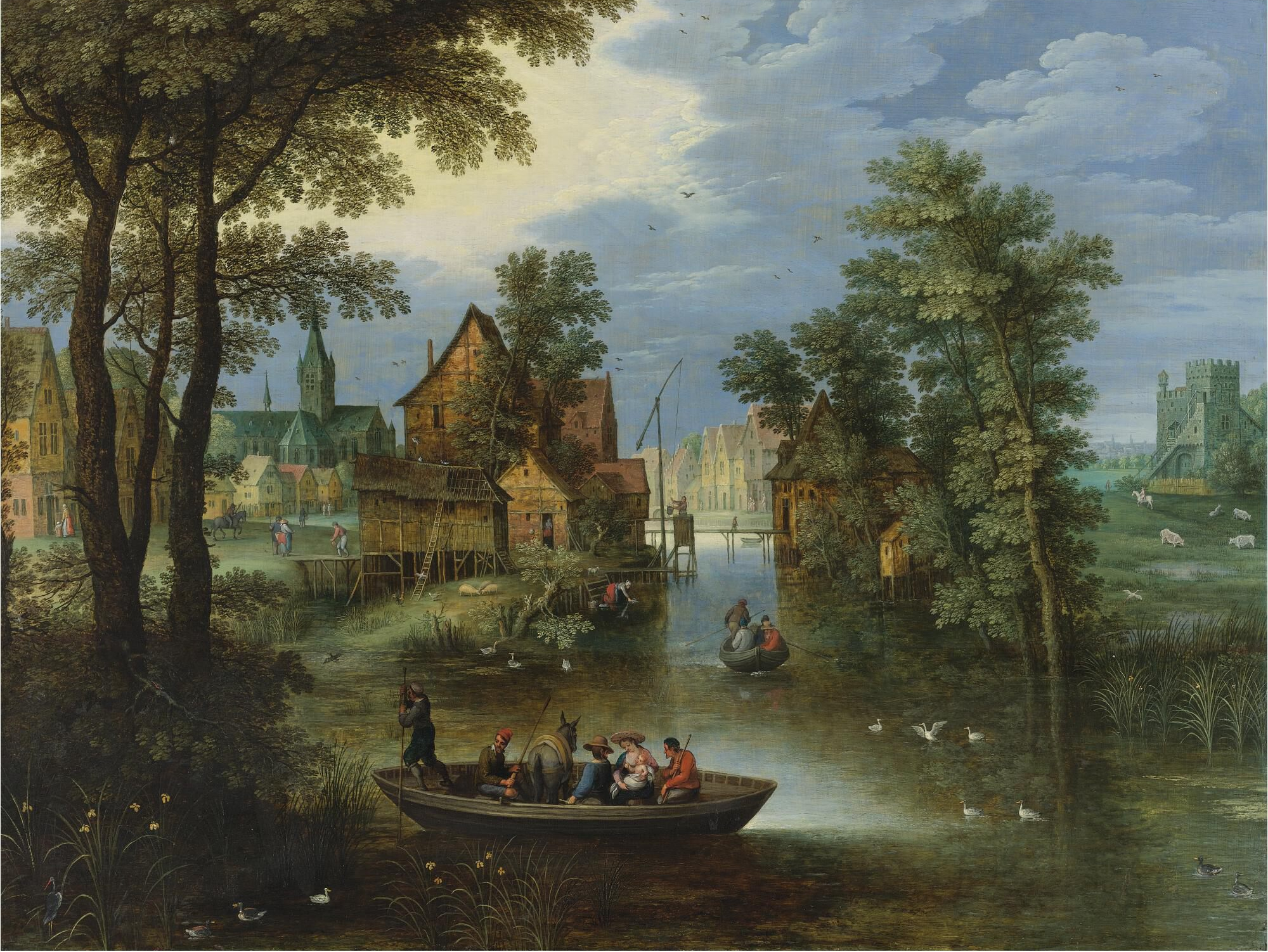
Paysage fluvial avec la Fuite en Égypte

On estime qu'il se rend en Italie entre 1607 et 1610 bien qu'aucune preuve documentaire de ce voyage n'ait été trouvée. On pense que durant son séjour en Italie, il pratique le dessin en plein air. On pense qu'il rencontre son collègue artiste flamand Paul Bril à Rome. L'influence de Bril a été décisive dans le développement de sa conception du paysage. Ryckaert rejoint la Guilde de Saint-Luc d'Anvers en 1611.
Il passe le reste de sa carrière professionnelle dans sa ville natale. Il est membre de la chambre de rhétorique Den Olijftak à partir de 1621. Il ne se marie jamais et collectionne de nombreuses peintures de ses contemporains dans sa maison sur la Meyerstraat à Anvers .
Il serait un ami proche d’Antoine van Dyck, qui vers 1630 peint son portrait montrant Ryckaert déguisé en roi. Ce portrait est en possession de Ryckaert lorsqu’il décède et se trouve à présent au Musée du Prado à Madrid. Le portrait est gravé par Jacob Neefs, puis inclus dans le projet de livre de van Dyck intitulé Iconographie, qui contient des portraits de personnages célèbres de son époque.
Ryckaert tombe malade au début de 1631 et l'artiste est enterré le 11 octobre de cette année. Il laisse toute sa fortune à sa sœur Maria et à son frère Pauwel (ou Pauwels).
Il reçoit seulement un élève, Laureys Mens, dans l'année précédant sa mort.

## Œuvre
Ses œuvres survivantes sont rares et représentent principalement des paysages imaginaires avec des forêts, souvent avec des cascades, des rochers, des ruines, une architecture et de petites figures humaines. L’œuvre de Ryckaert présente des similitudes avec celle du peintre anversois Joos de Momper et aussi avec celles de Paul Bril et Jan Brueghel l'Ancien,.

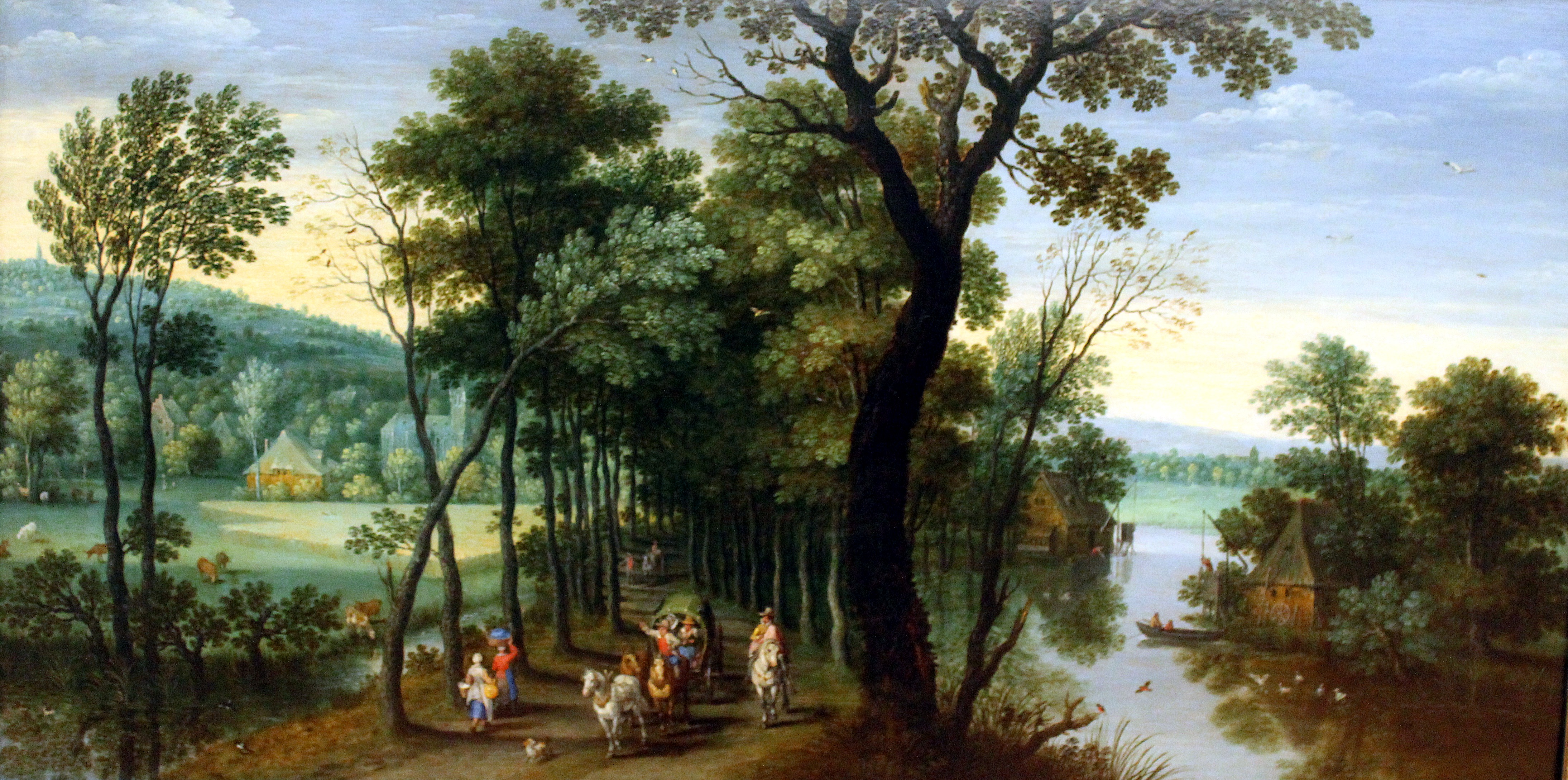
Allée avec compagnie de voyage

Il est difficile d'évaluer le développement stylistique de son œuvre. Les paysages sont à l'italienne et ressemblent donc ceux du peintre paysagiste flamand basé à Rome, Paul Bril. Cela est particulièrement vrai pour les œuvres de la période qui a suivi son retour de son voyage présumé en Italie en vue du fait que les gravures de paysages à la romaine de Paul Bril étaient diffusées largement à Anvers à cette époque. L'emplacement, le style et le regroupement des personnages dans les paysages sont endettés au style de Jan Brueghel l'Ancien. Cela est particulièrement évident dans des œuvres telles que Le paysage avec la fuite en Égypte (dans une collection privée) qui est basée sur un original perdu de Brueghel, bien que Ryckaert n'ait pas copié de manière esclavagiste l'invention de Brueghel. Le traitement de couleur ressemble à celui de Joos de Momper.
Son style de peinture est devenu progressivement obsolète de son vivant et a été remplacé par le style baroque, caractérisé par un réalisme accru, une plus grande échelle, des couleurs plus chaudes et une lumière transparente.
Sa composition Paysage rocheux avec une fonderie de fer a longtemps été considéré comme l'un des tableaux les plus anciens d'un haut fourneau et d'une raffinerie en Europe.

## Œuvres choisies

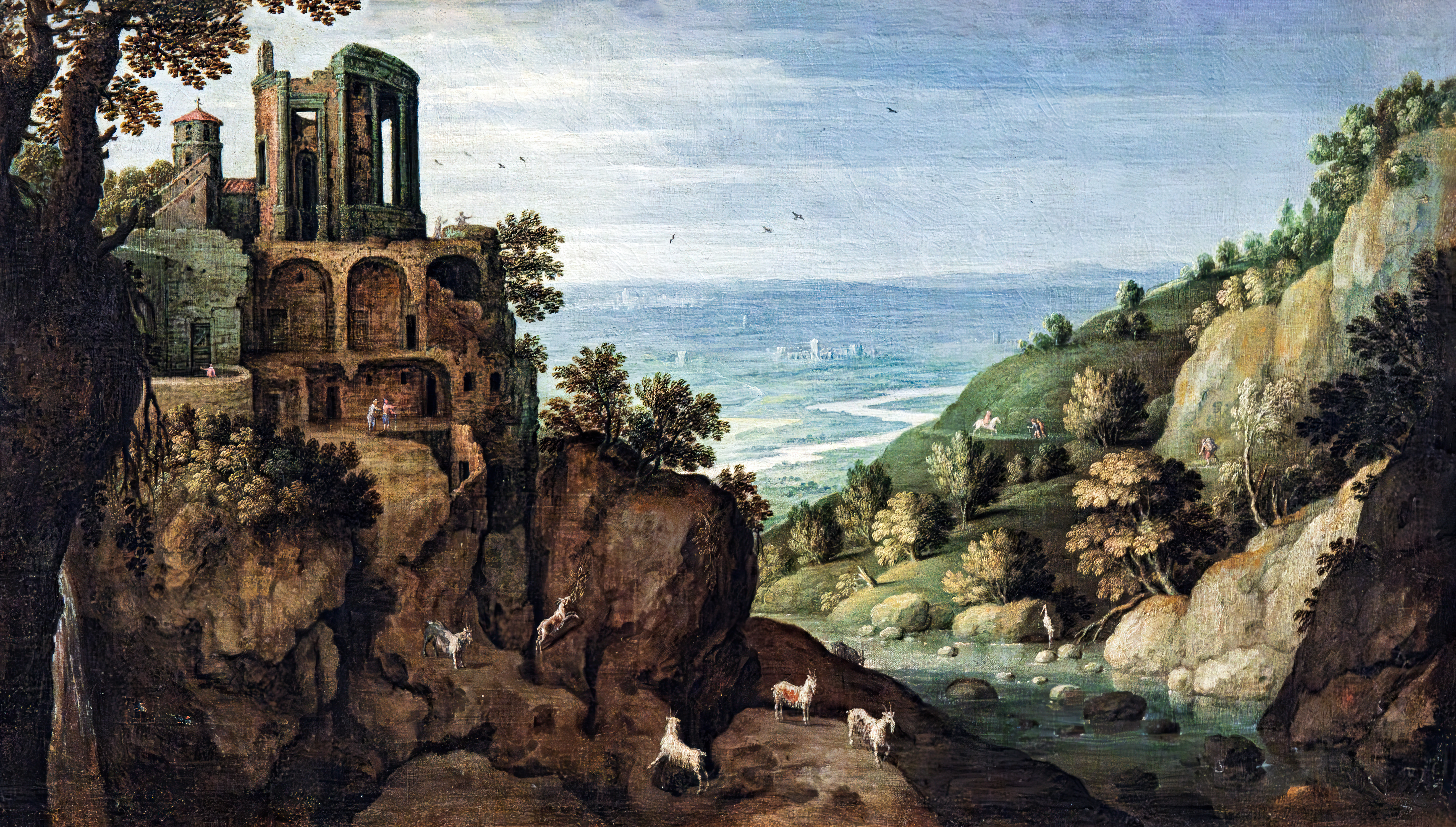
Vue de la Sibylle de Tivoli - Galeries de l'Académie de Venise
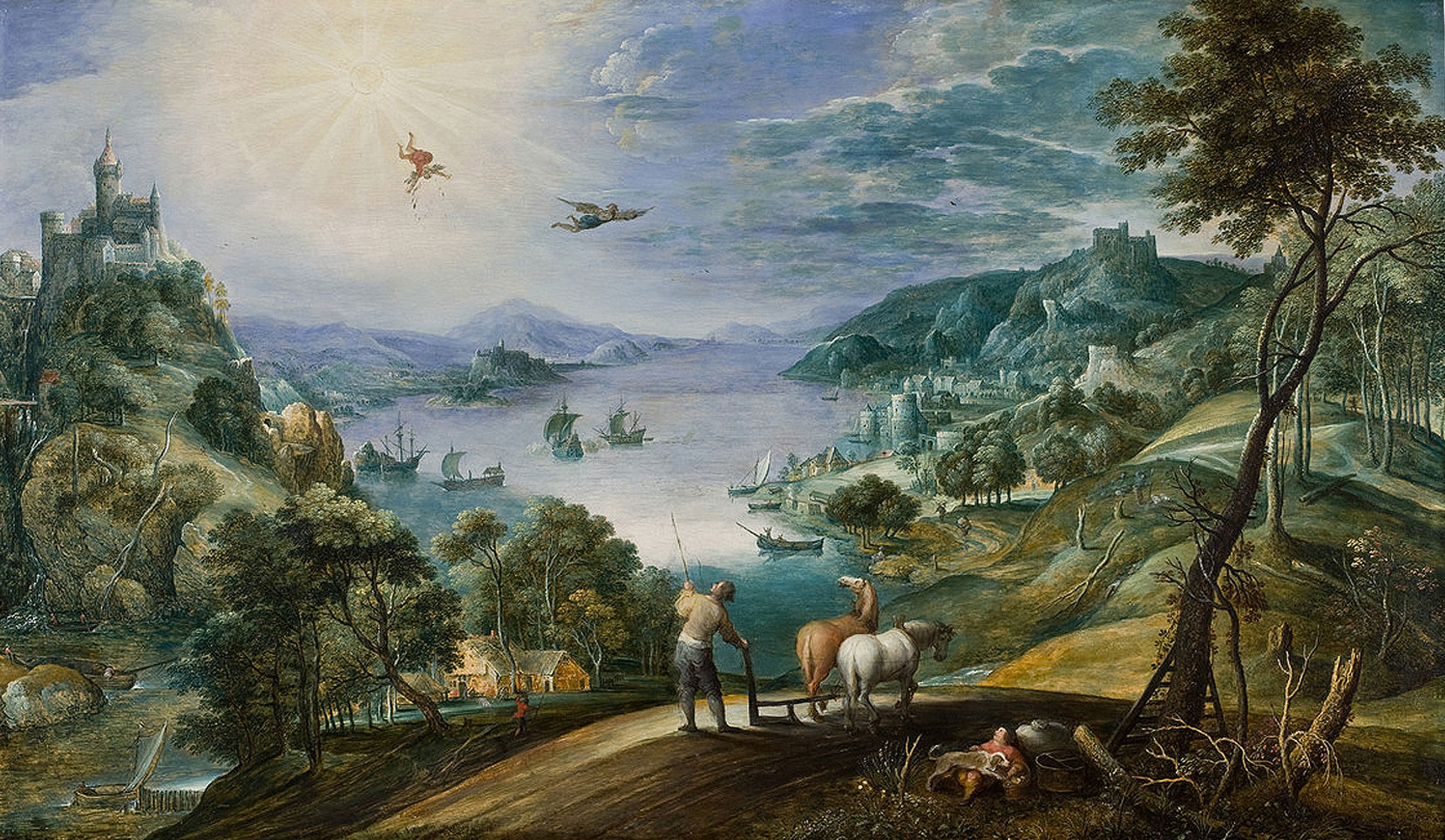
Paysage avec un paysan et la chute d'Icare
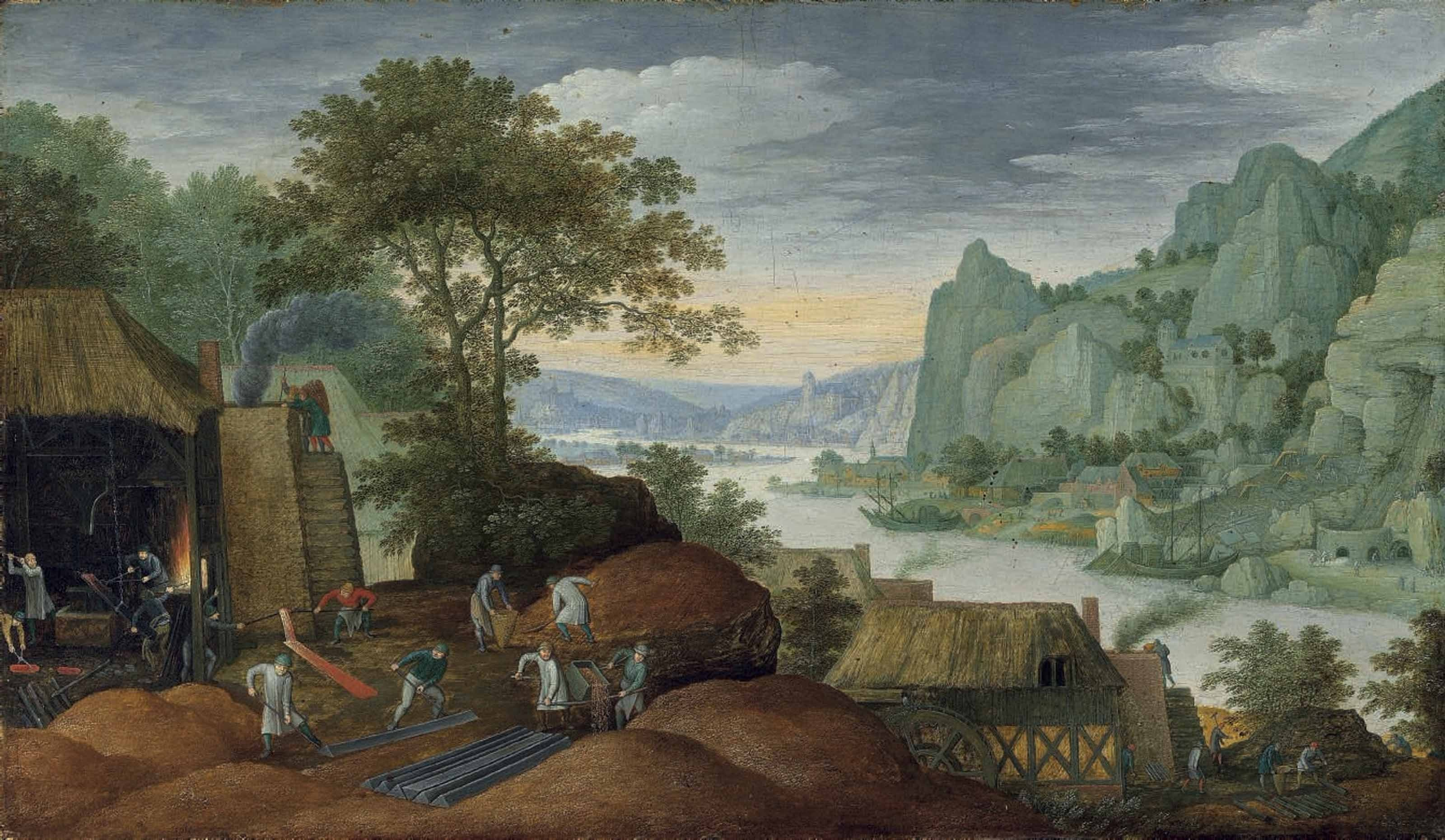
Paysage rocheux avec une fonderie de fer
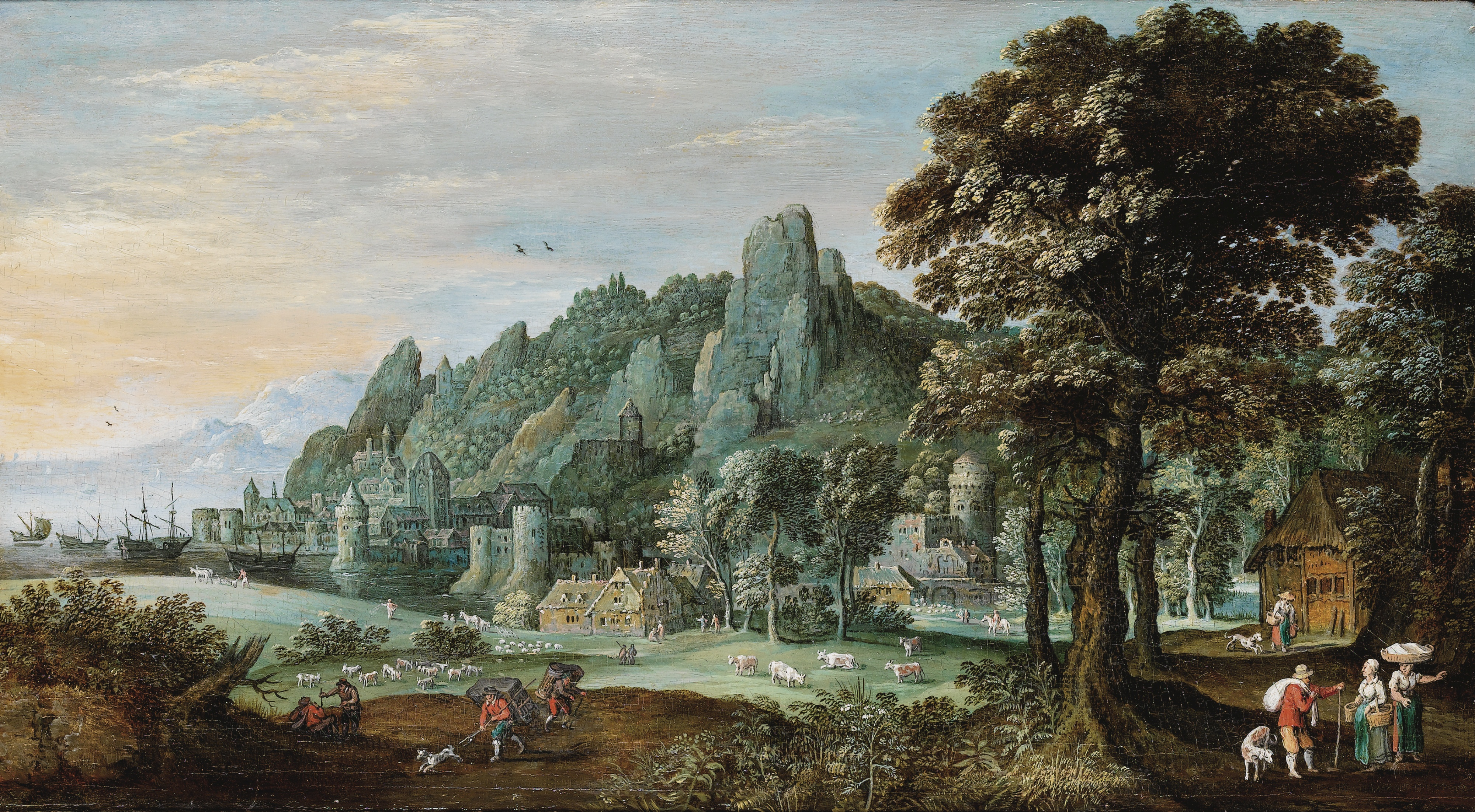
Paysage dans la vallée du Rhin
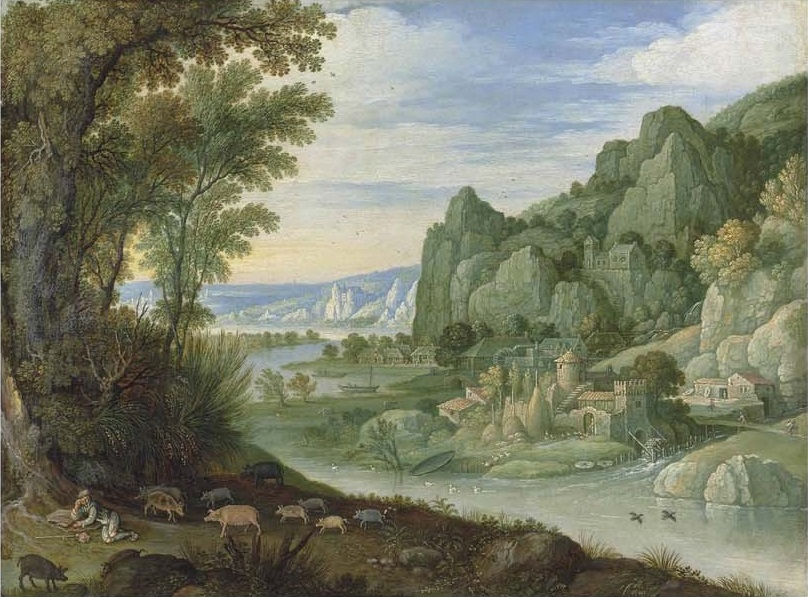
Paysage fluvial montagneux avec le fils prodigue